# Liste der Kulturdenkmale in der Gesamtanlage Altstadt Tübingen (A–K)
Diese Liste enthält die Kulturdenkmale in der Gesamtanlage Altstadt Tübingen der Straßen von A–K.
Die gesamte Altstadt Tübingens steht als Gesamtanlage unter Schutz. Aufgrund der Größe der Gesamtanlage ist die Liste aufgeteilt. Die weiteren Teile finden sich in der Liste der Kulturdenkmale in der Gesamtanlage Altstadt Tübingen (L–Z).
| Bild           | Bezeichnung                                                                                 | Lage | Datierung                                                 | Beschreibung | ID |
| -------------- | ------------------------------------------------------------------------------------------- | --- | --------------------------------------------------------- | --- | -- |
|                | Stadtbefestigung                                                                            | Tübingen, Am Lustnauer Tor u.a.                                                                         | 1262                                                      | Geschützt nach § 2 DSchG |    |
|                | Ehemalige Zwingerbereiche der Stadtbefestigung                                              | Tübingen, Neckar- und Bursagasse, Neckarhalde, Seelhausgasse                                            | 1262                                                      | Geschützt nach § 2 DSchG |    |
| Weitere Bilder | Platanenallee                                                                               | Tübingen, Kleiner Wert (Gewann) (Karte)                                                                 | Zwischen 1828 und 1830                                    | Geschützt nach § 2 DSchG |    |
| Weitere Bilder | Wildermuth-Denkmal                                                                          | Tübingen, Kleiner Wert (Gewann) (Karte)                                                                 | 1887                                                      | Geschützt nach § 2 DSchG |    |
| Weitere Bilder | Ammerkanal mit Brücken und Wehrbauten                                                       | Tübingen, Ammergasse (Karte)                                                                            | 1149                                                      | Geschützt nach § 2 DSchG |    |
| Weitere Bilder | Alleenbrücke                                                                                | Tübingen, Alleenbrücke (Karte)                                                                          | 1896, Wiederaufbau 1952/53                                | Geschützt nach § 2 DSchG |    |
|                | Inschriftfragment im nördlichen Brückenkopf                                                 | Tübingen, Eberhardsbrücke (0-5148/1) (Karte)                                                            | 1952/53                                                   | Am nordwestlichen Brückenkopf der modernen Eberhardsbrücke befindet sich ein Inschriftfragment der spätmittelalterlichen, steinernen Neckarbrücke mit der Jahreszahl 1489. Geschützt nach § 2 DSchG |    |
|                | Wohnhaus, ehem. Handwerkerhaus Am kleinen Ämmerle 3                                         | Tübingen, Am kleinen Ämmerle 3 (Karte)                                                                  | im Kern Ende 17. Jahrhundert                              | Geschützt nach § 2 DSchG |    |
|                | Wohnhaus, ehem. Kleinbauernhaus Am kleinen Ämmerle 4                                        | Tübingen, Am kleinen Ämmerle 4 (Karte)                                                                  | 18. Jahrhundert                                           | Erhaltenswertes Gebäude |    |
|                | Wohnhaus Am kleinen Ämmerle 5                                                               | Tübingen, Am kleinen Ämmerle 5 (Karte)                                                                  | 18. Jahrhundert                                           | Erhaltenswertes Gebäude |    |
|                | Wohnhaus Am kleinen Ämmerle 6                                                               | Tübingen, Am kleinen Ämmerle 6 (Karte)                                                                  | 1752                                                      | Erhaltenswertes Gebäude |    |
|                | Wohnhaus Am kleinen Ämmerle 7                                                               | Tübingen, Am kleinen Ämmerle 7 (Karte)                                                                  | 17./18. Jahrhundert                                       | Erhaltenswertes Gebäude |    |
|                | Wohnhaus, ehem. Kleinbauernhaus Am kleinen Ämmerle 9                                        | Tübingen, Am kleinen Ämmerle 9 (Karte)                                                                  | 18. Jahrhundert                                           | Erhaltenswertes Gebäude |    |
|                | Wohnhaus Am kleinen Ämmerle 10                                                              | Tübingen, Am kleinen Ämmerle 10 (Karte)                                                                 | frühes 19. Jahrhundert                                    | Erhaltenswertes Gebäude |    |
|                | Wohnhaus Am kleinen Ämmerle 11                                                              | Tübingen, Am kleinen Ämmerle 11 (Karte)                                                                 |                                                           | Erhaltenswertes Gebäude |    |
| Weitere Bilder | Doppelwohnhaus Am kleinen Ämmerle 13 und 15                                                 | Tübingen, Am kleinen Ämmerle 13 und 15 (Karte)                                                          | im Kern 18. Jahrhundert                                   | Erhaltenswertes Gebäude |    |
|                | Wohnhaus Am kleinen Ämmerle 14                                                              | Tübingen, Am kleinen Ämmerle 14 (Karte)                                                                 | im Kern 18. Jahrhundert                                   | Erhaltenswertes Gebäude |    |
|                | Wohnhaus Am kleinen Ämmerle 16                                                              | Tübingen, Am kleinen Ämmerle 16 (Karte)                                                                 | Mitte 19. Jahrhundert                                     | Erhaltenswertes Gebäude |    |
| Weitere Bilder | Doppelwohnhaus Am kleinen Ämmerle 17 und 19                                                 | Tübingen, Am kleinen Ämmerle 17 und 19 (Karte)                                                          | im Kern frühes 17. Jahrhundert                            | Geschützt nach § 2 DSchG |    |
|                | Wohnhaus, ehem. Bauernhaus Am kleinen Ämmerle 20 und 22                                     | Tübingen, Am kleinen Ämmerle 20 und 22 (Karte)                                                          | 1898                                                      | Erhaltenswertes Gebäude |    |
|                | Wohnhaus, Handwerkerhaus Am kleinen Ämmerle 21                                              | Tübingen, Am kleinen Ämmerle 21 (Karte)                                                                 | im Kern evtl. noch 17. Jahrhundert                        | Erhaltenswertes Gebäude |    |
|                | Wohnhaus Am kleinen Ämmerle 23                                                              | Tübingen, Am kleinen Ämmerle 23 (Karte)                                                                 | im Kern 18. Jahrhundert                                   | Erhaltenswertes Gebäude |    |
|                | Wohnhaus Am kleinen Ämmerle 27                                                              | Tübingen, Am kleinen Ämmerle 27 (Karte)                                                                 | im Kern 18. Jahrhundert                                   | Erhaltenswertes Gebäude |    |
|                | Wohnhaus Am kleinen Ämmerle 29                                                              | Tübingen, Am kleinen Ämmerle 29 (Karte)                                                                 | im Kern 18. Jahrhundert                                   | Erhaltenswertes Gebäude |    |
|                | Weingärtnerhaus Am kleinen Ämmerle 31                                                       | Tübingen, Am kleinen Ämmerle 31 (Karte)                                                                 | im Kern 2. Hälfte 15. Jahrhundert                         | Geschützt nach § 2 DSchG |    |
| Weitere Bilder | Wohnhaus Am kleinen Ämmerle 35                                                              | Tübingen, Am kleinen Ämmerle 35 (Karte)                                                                 | 1436                                                      | Geschützt nach § 2 DSchG |    |
|                | Wohnhaus Am kleinen Ämmerle 41                                                              | Tübingen, Am kleinen Ämmerle 41 (Karte)                                                                 | im Kern evtl. noch 16. Jahrhundert                        | Erhaltenswertes Gebäude |    |
| Weitere Bilder | Wohn- und Geschäftshaus, sog. „Schimpfeck“                                                  | Tübingen, Am Lustnauer Tor 1 (Karte)                                                                    | 1829, Umbau 1903                                          | Geschützt nach § 2 DSchG |    |
| Weitere Bilder | Wohn- und Geschäftshaus Am Lustnauer Tor 2                                                  | Tübingen, Am Lustnauer Tor 2 (Karte)                                                                    | vor 1819                                                  | Geschützt nach § 2 DSchG |    |
|                | Wohn- und Geschäftshaus Am Lustnauer Tor 3                                                  | Tübingen, Am Lustnauer Tor 3 (Karte)                                                                    | um 1900                                                   | Erhaltenswertes Gebäude |    |
| Weitere Bilder | Wohn- und Geschäftshaus Am Lustnauer Tor 4                                                  | Tübingen, Am Lustnauer Tor 4 (Karte)                                                                    | 1900/01                                                   | Geschützt nach § 2 DSchG |    |
| Weitere Bilder | Wohn- und Geschäftshaus Am Lustnauer Tor 5                                                  | Tübingen, Am Lustnauer Tor 5 (Karte)                                                                    | nach 1789                                                 | Erhaltenswertes Gebäude |    |
| Weitere Bilder | Wohn- und Geschäftshaus Am Lustnauer Tor 7, ehem. „Cafe Central“                            | Tübingen, Am Lustnauer Tor 7 (Karte)                                                                    | nach 1789                                                 | Erhaltenswertes Gebäude |    |
| Weitere Bilder | Wohn- und Geschäftshaus Am Lustnauer Tor 8                                                  | Tübingen, Am Lustnauer Tor 8 (Karte)                                                                    | nach 1789                                                 | Geschützt nach § 2 DSchG |    |
| Weitere Bilder | Wohn- und Geschäftshaus Am Lustnauer Tor 9 (mit Stadtmauer)                                 | Tübingen, Am Lustnauer Tor 9 (Karte)                                                                    | im Kern wohl noch 17./18. Jahrhundert                     | Erhaltenswertes Gebäude |    |
| Weitere Bilder | Neptunbrunnen                                                                               | Tübingen, Am Markt (Karte)                                                                              | 1617                                                      | Geschützt nach § 2 DSchG |    |
| Weitere Bilder | Rathaus                                                                                     | Tübingen, Am Markt 1 (Karte)                                                                            | um 1435                                                   | Geschützt nach § 28 DSchG |    |
| Weitere Bilder | Verwaltungs- und Geschäftshäuser Am Markt 1/1                                               | Tübingen, Am Markt 1/1, Gambrinusgäßle 1 (Karte)                                                        | 2. Hälfte 18. Jahrhunderts                                | Geschützt nach § 2 DSchG |    |
| Weitere Bilder | Wohn- und Geschäftshäuser Am Markt 3 und Marktgasse 2                                       | Tübingen, Am Markt 3 und Marktgasse 2 (Karte)                                                           | 1385                                                      | Geschützt nach § 2 DSchG |    |
| Weitere Bilder | Bürgerhaus mit Apotheke (seit 1597) Am Markt 5                                              | Tübingen, Am Markt 5 (Karte)                                                                            | 1540                                                      | Geschützt nach § 2 DSchG |    |
|                | Wirtshausschild                                                                             | Tübingen, Am Markt 7 (Karte)                                                                            | 1828                                                      | Geschützt nach § 2 DSchG |    |
|                | Wohn- und Geschäftshaus (südlicher Gebäudeteil) Am Markt 9                                  | Tübingen, Am Markt 9 (Karte)                                                                            | 18. Jahrhundert                                           | Geschützt nach § 2 DSchG |    |
|                | Bürgerhaus mit Gaststätte Am Markt 11                                                       | Tübingen, Am Markt 11 (Karte)                                                                           | im Kern 16. Jahrhundert                                   | Geschützt nach § 2 DSchG |    |
|                | Patrizierhaus mit Ladeneinbau Am Markt 12                                                   | Tübingen, Am Markt 12 (Karte)                                                                           | im Kern 16. Jahrhundert                                   | Geschützt nach § 2 DSchG |    |
|                | Wohn- und Geschäftshaus, sog. Mayer´sche Apotheke Am Markt 13                               | Tübingen, Am Markt 13 (Karte)                                                                           | im Kern 16. Jahrhundert                                   | Geschützt nach § 2 DSchG |    |
| Weitere Bilder | Wohn- und Geschäftshaus Ammergasse 1, ehem. Gerberhaus                                      | Tübingen, Ammergasse 1 (Karte)                                                                          | um 1600                                                   | Geschützt nach § 2 DSchG |    |
|                | Wohn- und Geschäftshaus Ammergasse 1/1, ehem. Gerberhaus                                    | Tübingen, Ammergasse 1/1 (Karte)                                                                        | im Kern wohl noch 16. Jahrhundert                         | Erhaltenswertes Gebäude |    |
| Weitere Bilder | Wohn- und Geschäftshaus Ammergasse 2, ehem. Gerberhaus                                      | Tübingen, Ammergasse 2 (Karte)                                                                          | im Kern wohl noch 18. Jahrhundert                         | Erhaltenswertes Gebäude |    |
|                | Wohnhaus mit Gaststätte, ehem. Handwerkerhaus Ammergasse 3                                  | Tübingen, Ammergasse 3 (Karte)                                                                          | um 1600                                                   | Geschützt nach § 2 DSchG |    |
|                | Wohn- und Geschäftshaus Ammergasse 4                                                        | Tübingen, Ammergasse 4 (Karte)                                                                          | um 1906                                                   | Erhaltenswertes Gebäude |    |
|                | Wohnhaus Ammergasse 5                                                                       | Tübingen, Ammergasse 5 (Karte)                                                                          | 1935                                                      | Erhaltenswertes Gebäude |    |
| Weitere Bilder | Wohn- und Geschäftshaus Ammergasse 6                                                        | Tübingen, Ammergasse 6 (Karte)                                                                          | Beginn des 20. Jahrhunderts                               | Erhaltenswertes Gebäude |    |
|                | Ackerbürgerhaus Ammergasse 7                                                                | Tübingen, Ammergasse 7 (Karte)                                                                          | um 1500                                                   | Geschützt nach § 2 DSchG |    |
|                | Wohnhaus mit Gaststätte Ammergasse 12                                                       | Tübingen, Ammergasse 12 (Karte)                                                                         | im Kern 1. Hälfte 16. Jahrhundert                         | Erhaltenswertes Gebäude |    |
|                | Wohn- und Geschäftshaus Ammergasse 13                                                       | Tübingen, Ammergasse 13 (Karte)                                                                         | 1. Hälfte des 19. Jahrhunderts                            | Erhaltenswertes Gebäude |    |
|                | Doppelwohnhaus mit Geschäftslokal Ammergasse 15 und 17                                      | Tübingen, Ammergasse 15 und 17 (Karte)                                                                  | 1771                                                      | Erhaltenswertes Gebäude |    |
| Weitere Bilder | Wohn- und Geschäftshaus Ammergasse 19                                                       | Tübingen, Ammergasse 19 (Karte)                                                                         | Anfang des 19. Jahrhunderts                               | Erhaltenswertes Gebäude |    |
|                | Wohn- und Geschäftshaus Ammergasse 21, ehem. Färberhaus                                     | Tübingen, Ammergasse 21 (Karte)                                                                         | Anfang des 19. Jahrhunderts                               | Erhaltenswertes Gebäude |    |
|                | Wohn- und Geschäftshaus Ammergasse 22, ehem. Handwerkerhaus                                 | Tübingen, Ammergasse 22 (Karte)                                                                         | im Kern 17. Jahrhundert                                   | Geschützt nach § 2 DSchG |    |
|                | Wohn- und Geschäftshaus Ammergasse 23                                                       | Tübingen, Ammergasse 23 (Karte)                                                                         | 1905                                                      | Erhaltenswertes Gebäude |    |
|                | Wohnhaus Ammergasse 24                                                                      | Tübingen, Ammergasse 24 (Karte)                                                                         | spätes 18./frühes 19. Jahrhundert                         | Erhaltenswertes Gebäude |    |
|                | Wohn- und Geschäftshaus Ammergasse 26                                                       | Tübingen, Ammergasse 26 (Karte)                                                                         | 1813                                                      | Erhaltenswertes Gebäude |    |
| Weitere Bilder | Wohn- und Geschäftshaus Ammergasse 30, ehem. Schmiede                                       | Tübingen, Ammergasse 30 (Karte)                                                                         | im Kern 15. Jahrhundert                                   | Erhaltenswertes Gebäude |    |
| Weitere Bilder | Handwerkerhaus Ammergasse 32                                                                | Tübingen, Ammergasse 32 (Karte)                                                                         | 1505                                                      | Geschützt nach § 2 DSchG |    |
| Weitere Bilder | Scheune Ammergasse 32/1                                                                     | Tübingen, Ammergasse 32/1 (Karte)                                                                       | 1697                                                      | Geschützt nach § 2 DSchG |    |
|                | Wohnhaus Am Stadtgraben 15                                                                  | Tübingen, Am Stadtgraben 15 (Karte)                                                                     | 1832                                                      | Geschützt nach § 2 DSchG |    |
| Weitere Bilder | Wohnhaus, Mietshaus Am Stadtgraben 17                                                       | Tübingen, Am Stadtgraben 17 (Karte)                                                                     | 1868                                                      | Geschützt nach § 2 DSchG |    |
| Weitere Bilder | Wohnhaus Am Stadtgraben 19                                                                  | Tübingen, Am Stadtgraben 19 (Karte)                                                                     | 1839                                                      | Geschützt nach § 2 DSchG |    |
| Weitere Bilder | Wohn- und Geschäftshaus Am Stadtgraben 19/1                                                 | Tübingen, Am Stadtgraben 19/1 (Karte)                                                                   | um 1900                                                   | Erhaltenswertes Gebäude |    |
|                | Wohnhaus Am Stadtgraben 19/2                                                                | Tübingen, Am Stadtgraben 19/2 (Karte)                                                                   | 1876                                                      | Erhaltenswertes Gebäude (Zugang von der Hinteren Grabenstraße) |    |
| Weitere Bilder | Wohnhaus Am Stadtgraben 21                                                                  | Tübingen, Am Stadtgraben 21 (Karte)                                                                     | 1839                                                      | Geschützt nach § 2 DSchG |    |
|                | Garage und Werkstatt Am Stadtgraben 21/1                                                    | Tübingen, Am Stadtgraben 21/1 (Karte)                                                                   | zweites Viertel des 20. Jahrhunderts                      | Erhaltenswertes Gebäude (Zugang von der Hinteren Grabenstraße) |    |
| Weitere Bilder | Wohnhaus mit Nebengebäude Am Stadtgraben 23 und 23/1                                        | Tübingen, Am Stadtgraben 23 und 23/1 (Karte)                                                            | um 1840                                                   | Erhaltenswertes Gebäude |    |
| Weitere Bilder | Hotel Garni Ritter                                                                          | Tübingen, Am Stadtgraben 25 (Karte)                                                                     | 1840                                                      | Geschützt nach § 2 DSchG |    |
| Weitere Bilder | Wohn- und Geschäftshaus Am Stadtgraben 27                                                   | Tübingen, Am Stadtgraben 27 (Karte)                                                                     | um 1850                                                   | Erhaltenswertes Gebäude |    |
| Weitere Bilder | Arsenal-Kino                                                                                | Tübingen, Am Stadtgraben 33 (gemäß Werteplan; die Hausnummer des Arsenal-Kinos beträgt aber 20) (Karte) | Mitte des 19. Jahrhunderts                                | Erhaltenswertes Gebäude |    |
| Weitere Bilder | Wohnhaus, wohl ehem. Scheune mit Stallteil Bachgasse 2                                      | Tübingen, Bachgasse 2 (Karte)                                                                           | 1695                                                      | Erhaltenswertes Gebäude |    |
| Weitere Bilder | Wohnhaus, ehem. Weingärtnerhaus Bachgasse 4                                                 | Tübingen, Bachgasse 4 (Karte)                                                                           | 1628                                                      | Geschützt nach § 2 DSchG |    |
| Weitere Bilder | Wohnhaus mit Werkstatt Bachgasse 9                                                          | Tübingen, Bachgasse 9 (Karte)                                                                           | im Kern Mitte 16. Jahrhunderts                            | Geschützt nach § 2 DSchG |    |
|                | Wohnhaus, ehem. Scheune Bachgasse 10                                                        | Tübingen, Bachgasse 10 (Karte)                                                                          | um 1715                                                   | Erhaltenswertes Gebäude |    |
|                | Handwerkerhaus Bachgasse 11                                                                 | Tübingen, Bachgasse 11 (Karte)                                                                          | 1457                                                      | Geschützt nach § 2 DSchG |    |
| Weitere Bilder | Wohnhaus Bachgasse 12                                                                       | Tübingen, Bachgasse 12 (Karte)                                                                          | im Kern wohl 18. Jahrhundert                              | Erhaltenswertes Gebäude |    |
|                | Wohnhaus mit Laden Bachgasse 13                                                             | Tübingen, Bachgasse 13 (Karte)                                                                          | 1657                                                      | Erhaltenswertes Gebäude |    |
|                | Wohnhaus mit ehem. Stall Bachgasse 14 und 16                                                | Tübingen, Bachgasse 14 und 16 (Karte)                                                                   | im Kern 1. Hälfte 16. Jahrhunderts                        | Geschützt nach § 2 DSchG |    |
| Weitere Bilder | Wohnhaus mit ehem. Stall und Werkstatt Bachgasse 15                                         | Tübingen, Bachgasse 15 (Karte)                                                                          | um 1600                                                   | Geschützt nach § 2 DSchG |    |
|                | Schlussstein Bachgasse 17                                                                   | Tübingen, Bachgasse 17 (Karte)                                                                          | 1604                                                      | Geschützt nach § 2 DSchG |    |
|                | Wohnhaus Bachgasse 18                                                                       | Tübingen, Bachgasse 18 (Karte)                                                                          | im Kern Ende 17./Anfang 18. Jahrhundert                   | Erhaltenswertes Gebäude |    |
|                | Wohnhaus Bachgasse 19                                                                       | Tübingen, Bachgasse 19 (Karte)                                                                          | 1830                                                      | Erhaltenswertes Gebäude |    |
|                | Wohnhaus Bachgasse 20                                                                       | Tübingen, Bachgasse 20 (Karte)                                                                          | im Kern Anfang 19. Jahrhundert                            | Erhaltenswertes Gebäude |    |
| Weitere Bilder | Wohnhaus Bachgasse 21                                                                       | Tübingen, Bachgasse 21 (Karte)                                                                          | frühes 16. Jahrhundert                                    | Geschützt nach § 2 DSchG |    |
|                | Doppelwohnhaus Bachgasse 22                                                                 | Tübingen, Bachgasse 22 (Karte)                                                                          | Ende der 1950er/Anfang der 1960er Jahre                   | Erhaltenswertes Gebäude |    |
|                | Wohnhaus, ehem. Scheune Bachgasse 23                                                        | Tübingen, Bachgasse 23 (Karte)                                                                          | 1513                                                      | Geschützt nach § 2 DSchG |    |
| Weitere Bilder | Wohnhaus, ehem. Zeughaus und Kalkhaus Bachgasse 24                                          | Tübingen, Bachgasse 24 (Karte)                                                                          | 1790                                                      | Erhaltenswertes Gebäude |    |
|                | Wohn- und Geschäftshaus Bachgasse 28                                                        | Tübingen, Bachgasse 28 (Karte)                                                                          | wohl Ende des 18. Jahrhunderts                            | Erhaltenswertes Gebäude |    |
| Weitere Bilder | Wohn- und Geschäftshaus Bachgasse 33                                                        | Tübingen, Bachgasse 33 (Karte)                                                                          | 1953                                                      | Erhaltenswertes Gebäude |    |
|                | Ehemalige Frauenarbeitsschule                                                               | Tübingen, Bei der Fruchtschranne 1 (Karte)                                                              | 1870                                                      | Erhaltenswertes Gebäude |    |
|                | Wohnhaus mit Laden Bei der Fruchtschranne 2                                                 | Tübingen, Bei der Fruchtschranne 2 (Karte)                                                              | um 1900                                                   | Erhaltenswertes Gebäude |    |
|                | Wohnhaus Bei der Fruchtschranne 4                                                           | Tübingen, Bei der Fruchtschranne 4 (Karte)                                                              | 1770                                                      | Erhaltenswertes Gebäude |    |
| Weitere Bilder | Inschriftentafel und Wappenstein (Kopie) Bei der Fruchtschranne 5                           | Tübingen, Bei der Fruchtschranne 5 (Karte)                                                              | 1743                                                      | Geschützt nach § 2 DSchG |    |
|                | Wohnhaus Bei der Fruchtschranne 8                                                           | Tübingen, Bei der Fruchtschranne 8 (Karte)                                                              | 1750                                                      | Erhaltenswertes Gebäude |    |
|                | Wohnhaus mit Laden Bei der Fruchtschranne 10                                                | Tübingen, Bei der Fruchtschranne 10 (Karte)                                                             | 1753                                                      | Erhaltenswertes Gebäude |    |
|                | Wohnhaus mit Gaststätte Bei der Fruchtschranne 12                                           | Tübingen, Bei der Fruchtschranne 12 (Karte)                                                             | 1742                                                      | Erhaltenswertes Gebäude |    |
|                | Wohnhaus Bei der Fruchtschranne 14                                                          | Tübingen, Bei der Fruchtschranne 14 (Karte)                                                             | nach 1742                                                 | Erhaltenswertes Gebäude |    |
|                | Wohnhaus Bei der Fruchtschranne 16                                                          | Tübingen, Bei der Fruchtschranne 16 (Karte)                                                             | 1928                                                      | Erhaltenswertes Gebäude |    |
|                | Wohn- und Geschäftshaus, ehem. Handwerkerhaus Beim Nonnenhaus 5                             | Tübingen, Beim Nonnenhaus 5 (Karte)                                                                     | spätes 18. Jahrhundert                                    | Geschützt nach § 2 DSchG |    |
| Weitere Bilder | Wohn- und Geschäftshaus, sog. Nonnenhaus Beim Nonnenhaus 7 und 10                           | Tübingen, Beim Nonnenhaus 7 und 10 (Karte)                                                              | 15./16. Jahrhundert                                       | Nutzung (historisch): Dominikanerinnen, Beginen Geschützt nach § 12 DSchG |    |
| Weitere Bilder | Wohn- und Geschäftshaus Burgsteige 2                                                        | Tübingen, Burgsteige 2 (Karte)                                                                          | 2. Hälfte des 15. Jahrhunderts                            | Geschützt nach § 2 DSchG |    |
|                | Wohnhaus Burgsteige 3                                                                       | Tübingen, Burgsteige 3 (Karte)                                                                          | 1471/1472                                                 | Geschützt nach § 2 DSchG |    |
| Weitere Bilder | Wohnhaus Burgsteige 4                                                                       | Tübingen, Burgsteige 4 (Karte)                                                                          | vor 1500                                                  | Geschützt nach § 2 DSchG |    |
|                | Wohnhaus Burgsteige 5                                                                       | Tübingen, Burgsteige 5 (Karte)                                                                          | um 1500                                                   | Geschützt nach § 2 DSchG |    |
|                | Wohnhaus mit Gaststätte Burgsteige 7                                                        | Tübingen, Burgsteige 7 (Karte)                                                                          | 1609                                                      | Geschützt nach § 2 DSchG |    |
| Weitere Bilder | Wohnhaus Burgsteige 8                                                                       | Tübingen, Burgsteige 8 (Karte)                                                                          | 1491                                                      | Geschützt nach § 2 DSchG |    |
| Weitere Bilder | Schloss Hohentübingen                                                                       | Tübingen, Burgsteige 11, 11/1, 11/2, 20 (Karte)                                                         | 1078                                                      | zuerst erbaut im 11. Jahrhundert, ab Anfang 16. Jahrhundert Neubau als Mischung aus Burg und Schloss, bis heute überwiegend Spätrenaissance Geschützt nach § 28 DSchG                               |    |
|                | Haspelturm und Fünfeckturm                                                                  | Tübingen, Burgsteige 11, 11/1, 11/2, 20 (Karte)                                                         | ab 1507                                                   | Geschützt nach § 28 DSchG |    |
|                | Wohnhaus Burgsteige 12                                                                      | Tübingen, Burgsteige 12 (Karte)                                                                         | 1512                                                      | Geschützt nach § 2 DSchG |    |
|                | Wohnhaus Burgsteige 14                                                                      | Tübingen, Burgsteige 14 (Karte)                                                                         | Mitte des 19. Jahrhunderts                                | Erhaltenswertes Gebäude |    |
|                | Wohnhaus Burgsteige 16                                                                      | Tübingen, Burgsteige 16 (Karte)                                                                         | um 1500                                                   | Geschützt nach § 2 DSchG |    |
| Weitere Bilder | Ehem. Bürgerhaus, heute Hotel „Zum Schloss“ Burgsteige 18                                   | Tübingen, Burgsteige 18 (Karte)                                                                         | 1798                                                      | Geschützt nach § 2 DSchG |    |
| Weitere Bilder | Verbindungshaus „Königsgesellschaft Roigel“ Burgsteige 20                                   | Tübingen, Burgsteige 20 (Karte)                                                                         | 1904                                                      | Geschützt nach § 2 DSchG |    |
|                | Kegelbahn mit Gartenhaus Burgsteige 20/1                                                    | Tübingen, Burgsteige 20/1 (Karte)                                                                       | 17./18. Jahrhundert                                       | Geschützt nach § 2 DSchG |    |
| Weitere Bilder | Alte Burse, heute Institutsgebäude der Universität Bursagasse 1                             | Tübingen, Bursagasse 1 (Karte)                                                                          | ab 1478                                                   | Geschützt nach § 28 DSchG |    |
|                | Wohnhaus mit Ladenlokal Bursagasse 2                                                        | Tübingen, Bursagasse 2 (Karte)                                                                          | frühes 19. Jahrhundert                                    | Erhaltenswertes Gebäude |    |
|                | Ehem. Waschhaus, heute Ladengeschäft Bursagasse 2/1                                         | Tübingen, Bursagasse 2/1 (Karte)                                                                        | 1811                                                      | Geschützt nach § 2 DSchG |    |
| Weitere Bilder | Löwenskulptur aus Sandstein                                                                 | Tübingen, Bursagasse 4 (Karte)                                                                          | 1522                                                      | Geschützt nach § 2 DSchG |    |
|                | Reste der ehem. Lektorien                                                                   | Tübingen, Bursagasse 5 (Karte)                                                                          |                                                           | Erhaltenswertes Gebäude |    |
| Weitere Bilder | Ehemaliger Zwingerturm mit Wohnhaus, sog. „Hölderlinhaus“                                   | Tübingen, Bursagasse 6 (Karte)                                                                          | 15. Jahrhundert                                           | Geschützt nach § 28 DSchG |    |
| Weitere Bilder | Wohnhaus, ehem. Scheune Bursagasse 8                                                        | Tübingen, Bursagasse 8 (Karte)                                                                          | 1716                                                      | Erhaltenswertes Gebäude |    |
|                | Wohnhaus, ehem. Scheuer Bursagasse 10                                                       | Tübingen, Bursagasse 10 (Karte)                                                                         | 1718                                                      | Erhaltenswertes Gebäude |    |
|                | Wohnhaus Bursagasse 12                                                                      | Tübingen, Bursagasse 12                                                                                 | 1631-1656                                                 | Erhaltenswertes Gebäude |    |
| Weitere Bilder | Wohnhaus Bursagasse 14                                                                      | Tübingen, Bursagasse 14 (Karte)                                                                         | im Kern 15. Jahrhundert                                   | Geschützt nach § 2 DSchG |    |
| Weitere Bilder | Wohnhaus Bursagasse 15                                                                      | Tübingen, Bursagasse 15 (Karte)                                                                         | 15. Jahrhundert                                           | Geschützt nach § 2 DSchG |    |
| Weitere Bilder | Wohnhaus, heute Zimmertheater Bursagasse 16                                                 | Tübingen, Bursagasse 16 (Karte)                                                                         | 1518                                                      | Geschützt nach § 2 DSchG |    |
|                | Ehem. private Burse, heute Wohn- und Geschäftshaus Bursagasse 18, 18/2, 18/4, 18/6          | Tübingen, Bursagasse 18, 18/2, 18/4, 18/6 (Karte)                                                       | 1484                                                      | Geschützt nach § 2 DSchG |    |
|                | Handwerkerhaus Clinicumsgasse 2                                                             | Tübingen, Clinicumsgasse 2 (Karte)                                                                      | frühes 16. Jahrhundert                                    | Geschützt nach § 2 DSchG |    |
| Weitere Bilder | Wohnhaus Clinicumsgasse 4                                                                   | Tübingen, Clinicumsgasse 4 (Karte)                                                                      | frühes 16. Jahrhundert                                    | Geschützt nach § 2 DSchG |    |
| Weitere Bilder | Wohnhaus, sog. „Arch“ Clinicumsgasse 6 und 6/1                                              | Tübingen, Clinicumsgasse 6 und 6/1 (Karte)                                                              | 2. Hälfte 15. Jahrhundert                                 | Geschützt nach § 2 DSchG |    |
|                | Wohnhaus Clinicumsgasse 8                                                                   | Tübingen, Clinicumsgasse 8 (Karte)                                                                      | kurz nach 1800                                            | Erhaltenswertes Gebäude |    |
| Weitere Bilder | Wohnhaus Clinicumsgasse 10                                                                  | Tübingen, Clinicumsgasse 10 (Karte)                                                                     | kurz nach 1800                                            | Erhaltenswertes Gebäude |    |
| Weitere Bilder | Ehem. Pfründhaus, heute Wohnhaus Clinicumsgasse 18                                          | Tübingen, Clinicumsgasse 18 (Karte)                                                                     | 1498                                                      | Geschützt nach § 2 DSchG |    |
| Weitere Bilder | Wohn- und Geschäftshäuser Clinicumsgasse 20 und 22                                          | Tübingen, Clinicumsgasse 20 und 22 (Karte)                                                              | 1814                                                      | Erhaltenswertes Gebäude |    |
|                | Wohnhaus mit Ladeneinbau Collegiumsgasse 1                                                  | Tübingen, Collegiumsgasse 1 (Karte)                                                                     | 1769                                                      | Geschützt nach § 2 DSchG |    |
|                | Wohnhaus mit Gaststätte Collegiumsgasse 2                                                   | Tübingen, Collegiumsgasse 2 (Karte)                                                                     | Mitte 16. Jahrhunderts                                    | Geschützt nach § 2 DSchG |    |
|                | Direktion Wilhelmstift, ehem. Oberamtsgebäude Collegiumsgasse 3                             | Tübingen, Collegiumsgasse 3 (Karte)                                                                     | 16. Jahrhunderts                                          | Geschützt nach § 28 DSchG |    |
|                | Ehem. kath. Wilhelmsstift bzw. „collegium illustre“ Collegiumsgasse 5                       | Tübingen, Collegiumsgasse 5 (Karte)                                                                     | zwischen 1588 und 1592                                    | Geschützt nach § 28 DSchG |    |
|                | Wohnhaus und Hinterhaus (Hofstätte) Collegiumsgasse 8                                       | Tübingen, Collegiumsgasse 8 (Karte)                                                                     | um 1562                                                   | Geschützt nach § 2 DSchG |    |
|                | Ehem. Bürger- und Studentenwohnhaus Collegiumsgasse 12                                      | Tübingen, Collegiumsgasse 12 (Karte)                                                                    | 1714                                                      | Geschützt nach § 2 DSchG |    |
|                | Wohn- und Geschäftshaus, ehem. Studentenwohnheim Collegiumsgasse 14                         | Tübingen, Collegiumsgasse 14 (Karte)                                                                    | 16. Jahrhunderts                                          | Geschützt nach § 2 DSchG |    |
| Weitere Bilder | Wohnhaus Froschgasse 1                                                                      | Tübingen, Froschgasse 1 (Karte)                                                                         | 1788                                                      | Geschützt nach § 2 DSchG |    |
|                | Rest des ehem. Ballhauses Froschgasse 2                                                     | Tübingen, Froschgasse 2 (Karte)                                                                         | 1728                                                      | Geschützt nach § 2 DSchG |    |
| Weitere Bilder | Kath. Pfarrkirche St. Johannes mit Freifläche Froschgasse 4                                 | Tübingen, Froschgasse 4 (Karte)                                                                         | 1875-78                                                   | Geschützt nach § 2 DSchG |    |
| Weitere Bilder | Wohnhaus, wohl ehem. Wohnhaus mit Scheuer Froschgasse 5                                     | Tübingen, Froschgasse 5 (Karte)                                                                         | nach 1742                                                 | Erhaltenswertes Gebäude |    |
| Weitere Bilder | Wohnhaus mit Werkstatt, wohl ehem. Wohnhaus mit Scheuer Froschgasse 7                       | Tübingen, Froschgasse 7 (Karte)                                                                         | nach 1742                                                 | Erhaltenswertes Gebäude |    |
|                | Wohnhaus mit Laden Froschgasse 8                                                            | Tübingen, Froschgasse 8 (Karte)                                                                         | nach 1750                                                 | Erhaltenswertes Gebäude |    |
| Weitere Bilder | Bürgerhaus Froschgasse 9                                                                    | Tübingen, Froschgasse 9 (Karte)                                                                         | 1613                                                      | Geschützt nach § 2 DSchG |    |
| Weitere Bilder | Wohnhaus mit Laden Froschgasse 10                                                           | Tübingen, Froschgasse 10 (Karte)                                                                        | 1606                                                      | Geschützt nach § 2 DSchG |    |
| Weitere Bilder | Wohnhaus Froschgasse 11 und 13                                                              | Tübingen, Froschgasse 11 und 13 (Karte)                                                                 | vor 1500                                                  | Geschützt nach § 2 DSchG |    |
| Weitere Bilder | Wohnhaus, ehem. Scheuer Froschgasse 12                                                      | Tübingen, Froschgasse 12 (Karte)                                                                        | 1627-1658                                                 | Ehemals erhaltenswertes Gebäude, 2017 abgebrochen |    |
|                | Ehem. Brauhaus Froschgasse 12/1                                                             | Tübingen, Froschgasse 12/1 (Karte)                                                                      | Mitte des 18. Jahrhunderts                                | Geschützt nach § 2 DSchG |    |
|                | Wohnhaus mit Laden Froschgasse 15                                                           | Tübingen, Froschgasse 15 (Karte)                                                                        | 18. Jahrhundert                                           | Erhaltenswertes Gebäude |    |
| Weitere Bilder | Wohngebäude Froschgasse 17 und Bachgasse 34                                                 | Tübingen, Froschgasse 17 und Bachgasse 34 (Karte)                                                       | um 1990                                                   | Erhaltenswertes Gebäude |    |
|                | Garten des ehemaligen „Uhlandhauses“ Gartenstraße 1 und 3                                   | Tübingen, Gartenstraße 1 und 3 (Karte)                                                                  |                                                           | Geschützt nach § 2 DSchG |    |
|                | Bemalte Holzdecke im Verbindungshaus Germania Gartenstraße 3                                | Tübingen, Gartenstraße 3 (Karte)                                                                        | 1930/31                                                   | Geschützt nach § 2 DSchG |    |
| Weitere Bilder | Wohnhaus mit Laden Haaggasse 1                                                              | Tübingen, Haaggasse 1 (Karte)                                                                           | im Kern 15. Jahrhundert                                   | Geschützt nach § 2 DSchG |    |
|                | Wohnhaus mit Laden, ehem. Stadtschreiberei und Gaststätte Haaggasse 3                       | Tübingen, Haaggasse 3 (Karte)                                                                           | 15. Jahrhundert                                           | Geschützt nach § 2 DSchG |    |
|                | Gaststätte Ratskeller und Verwaltungsgebäude (s.a. Rathausg. 1) Haaggasse 4                 | Tübingen, Haaggasse 4 (Karte)                                                                           | 1485                                                      | Geschützt nach § 2 DSchG |    |
|                | Wohnhaus mit Ladeneinbau Haaggasse 5                                                        | Tübingen, Haaggasse 5 (Karte)                                                                           | Vor 1500                                                  | Geschützt nach § 2 DSchG |    |
| Weitere Bilder | Wohnhaus mit Ladeneinbau, ehem. Gasthaus Haaggasse 7                                        | Tübingen, Haaggasse 7 (Karte)                                                                           | 16. Jahrhundert                                           | Geschützt nach § 2 DSchG |    |
|                | Ehem. Bäckerei und Gasthaus Mayerhöfle Haaggasse 8                                          | Tübingen, Haaggasse 8 (Karte)                                                                           | 1535                                                      | Geschützt nach § 2 DSchG |    |
|                | Wohnhaus mit Ladeneinbau Haaggasse 9                                                        | Tübingen, Haaggasse 9 (Karte)                                                                           | 1. Hälfte des 16. Jahrhunderts                            | Geschützt nach § 2 DSchG |    |
| Weitere Bilder | Wohnhaus mit Wirtschaft Haaggasse 10                                                        | Tübingen, Haaggasse 10 (Karte)                                                                          | kurz vor 1819                                             | Erhaltenswertes Gebäude |    |
|                | Wohnhaus Haaggasse 11                                                                       | Tübingen, Haaggasse 11 (Karte)                                                                          | zweite Hälfte des 15. Jahrhunderts                        | Geschützt nach § 2 DSchG |    |
| Weitere Bilder | Wohnhaus mit Laden Haaggasse 12                                                             | Tübingen, Haaggasse 12 (Karte)                                                                          | um 1800                                                   | Erhaltenswertes Gebäude |    |
| Weitere Bilder | Wohnhaus mit Ladeneinbau Haaggasse 13                                                       | Tübingen, Haaggasse 13 (Karte)                                                                          | 16. Jahrhundert                                           | Geschützt nach § 2 DSchG |    |
| Weitere Bilder | Wohn- und Geschäftshaus Haaggasse 14                                                        | Tübingen, Haaggasse 14 (Karte)                                                                          | zweite Hälfte des 15. Jahrhunderts                        | Geschützt nach § 2 DSchG |    |
|                | Wohnhaus mit Laden Haaggasse 15                                                             | Tübingen, Haaggasse 15 (Karte)                                                                          | Mitte des 16. Jahrhunderts                                | Geschützt nach § 2 DSchG |    |
|                | Vorderer Hausteil und Keller einer abgebrannten Scheune Haaggasse 15/2                      | Tübingen, Haaggasse 15/2 (Karte)                                                                        | 1. Hälfte des 16. Jahrhunderts                            | Geschützt nach § 2 DSchG |    |
|                | Keller, bez. 1603 Haaggasse 16                                                              | Tübingen, Haaggasse 16 (Karte)                                                                          | 1603                                                      | Geschützt nach § 2 DSchG |    |
|                | Wohnhaus mit Ladeneinbau Haaggasse 17                                                       | Tübingen, Haaggasse 17 (Karte)                                                                          | 16. Jahrhundert                                           | Geschützt nach § 2 DSchG |    |
|                | Bürgerhaus Haaggasse 19                                                                     | Tübingen, Haaggasse 19 (Karte)                                                                          | um 1700                                                   | Geschützt nach § 2 DSchG |    |
| Weitere Bilder | Wohnhaus Haaggasse 20                                                                       | Tübingen, Haaggasse 20 (Karte)                                                                          | um 1630                                                   | Geschützt nach § 2 DSchG |    |
|                | Ehem. Scheune und Lager zu Haaggasse 20, heute Wohnhaus Haaggasse 20/2                      | Tübingen, Haaggasse 20/2 (Karte)                                                                        | 1761                                                      | Erhaltenswertes Gebäude |    |
|                | Wohnhaus Haaggasse 21                                                                       | Tübingen, Haaggasse 21 (Karte)                                                                          | 16. Jahrhundert                                           | Geschützt nach § 2 DSchG |    |
|                | Handwerkerhaus Haaggasse 22                                                                 | Tübingen, Haaggasse 22 (Karte)                                                                          | 16. Jahrhundert                                           | Geschützt nach § 2 DSchG |    |
| Weitere Bilder | Wohnhaus mit Ladeneinbau und ehem. Backstube Haaggasse 23                                   | Tübingen, Haaggasse 23 (Karte)                                                                          |                                                           | Geschützt nach § 2 DSchG |    |
|                | Sog. „Herzbrunnen“ Haaggasse bei 23                                                         | Tübingen, Haaggasse bei 23 (Karte)                                                                      | 19. Jahrhundert                                           | Geschützt nach § 2 DSchG |    |
|                | Wohnhaus Haaggasse 25                                                                       | Tübingen, Haaggasse 25 (Karte)                                                                          | Mitte des 19. Jahrhunderts                                | Erhaltenswertes Gebäude |    |
|                | Wohnhaus mit Ladeneinbau Haaggasse 26                                                       | Tübingen, Haaggasse 26 (Karte)                                                                          | um 1722                                                   | Geschützt nach § 2 DSchG |    |
|                | Wohnhaus mit Ladeneinbau Haaggasse 27                                                       | Tübingen, Haaggasse 27 (Karte)                                                                          | im Kern 16. Jahrhundert                                   | Geschützt nach § 2 DSchG |    |
|                | Wohnhaus mit Ladeneinbau Haaggasse 29                                                       | Tübingen, Haaggasse 29 (Karte)                                                                          | im Kern 16. Jahrhundert                                   | Geschützt nach § 2 DSchG |    |
|                | Wohnhaus mit Ladeneinbau Haaggasse 30                                                       | Tübingen, Haaggasse 30 (Karte)                                                                          | 1772                                                      | Geschützt nach § 2 DSchG |    |
|                | Wohnhaus mit Gaststätte „Bierbrezel“ Haaggasse 31                                           | Tübingen, Haaggasse 31 (Karte)                                                                          | 1555                                                      | Geschützt nach § 2 DSchG |    |
|                | Wohnhaus mit Laden Haaggasse 32                                                             | Tübingen, Haaggasse 32 (Karte)                                                                          | 1772                                                      | Geschützt nach § 2 DSchG |    |
|                | Wohnhaus mit Ladeneinbau Haaggasse 33                                                       | Tübingen, Haaggasse 33 (Karte)                                                                          | im Kern 16. Jahrhundert                                   | Geschützt nach § 2 DSchG |    |
|                | Wohnhaus mit Laden Haaggasse 34                                                             | Tübingen, Haaggasse 34 (Karte)                                                                          | 1772                                                      | Erhaltenswertes Gebäude |    |
|                | Wohnhaus Haaggasse 37                                                                       | Tübingen, Haaggasse 37 (Karte)                                                                          | um 1600                                                   | Geschützt nach § 2 DSchG |    |
|                | Wohnhaus, ehem. Ackerbürgerhaus Haaggasse 38                                                | Tübingen, Haaggasse 38 (Karte)                                                                          | 1772                                                      | Geschützt nach § 2 DSchG |    |
| Weitere Bilder | Wohnhaus Haaggasse 40                                                                       | Tübingen, Haaggasse 40 (Karte)                                                                          | kurz nach 1903                                            | Erhaltenswertes Gebäude |    |
|                | Wohn- und Geschäftshaus Hafengasse 1                                                        | Tübingen, Hafengasse 1 (Karte)                                                                          | im Kern um 1500                                           | Erhaltenswertes Gebäude |    |
|                | Wohnhaus mit Ladeneinbau, sog. Hanseatica Hafengasse 2                                      | Tübingen, Hafengasse 2 (Karte)                                                                          | im Kern wohl spätes 17. Jahrhundert                       | Geschützt nach § 2 DSchG |    |
|                | Wohnhaus mit Ladeneinbau Hafengasse 3                                                       | Tübingen, Hafengasse 3 (Karte)                                                                          | Anfang des 16. Jahrhunderts                               | Geschützt nach § 2 DSchG |    |
|                | Wohnhaus mit Laden, ehem. Blaubeurer Pfleghof und Lateinschule Hafengasse 3 vormals 5       | Tübingen, Hafengasse 3 vormals 5 (Karte)                                                                | nach 1505                                                 | Geschützt nach § 2 DSchG |    |
|                | Bürgerhaus mit Ladeneinbau Hafengasse 4                                                     | Tübingen, Hafengasse 4 (Karte)                                                                          | im Kern zweite Hälfte 16. Jahrhunderts                    | Geschützt nach § 2 DSchG |    |
| Weitere Bilder | Mensa Prinz Karl, ehem. Bürgerhaus und Hotel Hafengasse 6                                   | Tübingen, Hafengasse 6 (Karte)                                                                          | im Kern wohl spätes 17. Jahrhundert                       | Geschützt nach § 2 DSchG |    |
|                | Wohnhaus (mit Ladeneinbau), ehem. Oberhelferrathaus Hafengasse 7                            | Tübingen, Hafengasse 7 (Karte)                                                                          | 1791                                                      | Erhaltenswertes Gebäude |    |
|                | Wohnhaus mit Gaststätte Das Jäger Hafengasse 8                                              | Tübingen, Hafengasse 8 (Karte)                                                                          | 1790                                                      | Geschützt nach § 2 DSchG |    |
|                | Wohnhaus (mit Ladeneinbau) Hafengasse 9                                                     | Tübingen, Hafengasse 9 (Karte)                                                                          | nach 1789                                                 | Erhaltenswertes Gebäude |    |
|                | Wohnhaus (mit Ladeneinbau) Hafengasse 11                                                    | Tübingen, Hafengasse 11 (Karte)                                                                         | 1789                                                      | Geschützt nach § 2 DSchG |    |
| Weitere Bilder | Wohnhaus Hasengäßle 1                                                                       | Tübingen, Hasengäßle 1 (Karte)                                                                          | im Kern wohl noch 17. Jahrhundert                         | Erhaltenswertes Gebäude |    |
|                | Bürgerhaus Hasengäßle 2                                                                     | Tübingen, Hasengäßle 2 (Karte)                                                                          | Mitte 16. Jahrhundert                                     | Geschützt nach § 2 DSchG |    |
| Weitere Bilder | Wohnhaus, ehem. Scheune Hasengäßle 3                                                        | Tübingen, Hasengäßle 3 (Karte)                                                                          | 1842                                                      | Erhaltenswertes Gebäude |    |
|                | Wohn- und Geschäftshaus, ehem. Handwerkerhaus Hasengäßle 5                                  | Tübingen, Hasengäßle 5 (Karte)                                                                          | Ende des 17. Jahrhunderts                                 | Geschützt nach § 2 DSchG |    |
|                | „Club Voltaire“, ehem. Wohnhaus, später Ökonomie Hasengäßle 5/1                             | Tübingen, Hasengäßle 5/1 (Karte)                                                                        | im Kern 1494/95                                           | Geschützt nach § 2 DSchG |    |
|                | Kirche der Hahnschen Gemeinschaft, sog. Salemskirche Hintere Grabenstraße 23                | Tübingen, Hintere Grabenstraße 23 (Karte)                                                               | 1884                                                      | Geschützt nach § 2 DSchG |    |
|                | Doppelwohnhaus Hintere Grabenstraße 25 und 27                                               | Tübingen, Hintere Grabenstraße 25 und 27 (Karte)                                                        | 1880er Jahre                                              | Erhaltenswertes Gebäude |    |
|                | Doppelwohnhaus Hintere Grabenstraße 29                                                      | Tübingen, Hintere Grabenstraße 29 (Karte)                                                               | 1883                                                      | Erhaltenswertes Gebäude |    |
|                | Bürgerhaus und ehem. Druckerei sowie ehem. Gasthaus „Lenzei“ Hirschgasse 1                  | Tübingen, Hirschgasse 1 (Karte)                                                                         | 16. Jahrhundert                                           | Geschützt nach § 2 DSchG |    |
|                | Bürgerhaus mit Ladeneinbau Hirschgasse 2                                                    | Tübingen, Hirschgasse 2 (Karte)                                                                         | im Kern 16. Jahrhundert                                   | Geschützt nach § 2 DSchG |    |
|                | Wohnhaus Hirschgasse 3                                                                      | Tübingen, Hirschgasse 3 (Karte)                                                                         | 1631                                                      | Geschützt nach § 2 DSchG |    |
|                | Bürgerhaus mit Ladeneinbau Hirschgasse 4                                                    | Tübingen, Hirschgasse 4 (Karte)                                                                         | erste Hälfte des 16. Jahrhunderts                         | Geschützt nach § 2 DSchG |    |
|                | Bürgerhaus mit Ladeneinbau Hirschgasse 5                                                    | Tübingen, Hirschgasse 5 (Karte)                                                                         | erste Hälfte des 16. Jahrhunderts                         | Geschützt nach § 2 DSchG |    |
|                | Hauskeller Hirschgasse 7                                                                    | Tübingen, Hirschgasse 7 (Karte)                                                                         | spätmittelalterlich                                       | Geschützt nach § 2 DSchG |    |
|                | Bürgerhaus mit Ladeneinbau Hirschgasse 8                                                    | Tübingen, Hirschgasse 8 (Karte)                                                                         | erste Hälfte des 16. Jahrhunderts                         | Geschützt nach § 2 DSchG |    |
| Weitere Bilder | Wirtshausschild der ehem. Gaststätte „Zum Hirsch“ Hirschgasse 9                             | Tübingen, Hirschgasse 9 (Karte)                                                                         | 1873                                                      | Geschützt nach § 2 DSchG |    |
|                | sog. Dörrerbrunnen Hirschgasse bei 9                                                        | Tübingen, Hirschgasse bei 9 (Karte)                                                                     | 1980                                                      | Erhaltenswertes Kleinobjekt |    |
| Weitere Bilder | Bürgerhaus Hirschgasse 10                                                                   | Tübingen, Hirschgasse 10 (Karte)                                                                        | 16. Jahrhundert                                           | Geschützt nach § 2 DSchG |    |
|                | Fachwerkgefüge des Vorgängerbaus Hirschgasse 11                                             | Tübingen, Hirschgasse 11 (Karte)                                                                        | 17. Jahrhundert                                           | Erhaltenswertes Bauteil |    |
| Weitere Bilder | Wohnhäuser mit Ladeneinbauten Hirschgasse 12 und 14                                         | Tübingen, Hirschgasse 12 und 14 (Karte)                                                                 | im Kern aus dem 15. Jahrhundert                           | Geschützt nach § 2 DSchG |    |
| Weitere Bilder | Wohnhaus mit Ladeneinbau, ehem. Handwerkerhaus Hirschgasse 16                               | Tübingen, Hirschgasse 16 (Karte)                                                                        | 1718                                                      | Geschützt nach § 2 DSchG |    |
|                | Wohnhaus, ehem. Weingärtnerhaus Hohentwielgasse 7                                           | Tübingen, Hohentwielgasse 7 (Karte)                                                                     | 1603                                                      | Geschützt nach § 2 DSchG |    |
|                | Wohnhaus Hohentwielgasse 9                                                                  | Tübingen, Hohentwielgasse 9 (Karte)                                                                     | im Kern eventuell noch 17. Jahrhundert                    | Erhaltenswertes Gebäude |    |
| Weitere Bilder | Wohnhaus, ehem. Weingärtnerhaus Hohentwielgasse 13                                          | Tübingen, Hohentwielgasse 13 (Karte)                                                                    | 1715                                                      | Erhaltenswertes Gebäude |    |
|                | Wohnhaus, ehem. Ackerbürgerhaus Hohentwielgasse 17                                          | Tübingen, Hohentwielgasse 17 (Karte)                                                                    | 1715                                                      | Geschützt nach § 2 DSchG |    |
|                | Wohnhaus, ehem. Scheune Hohentwielgasse 19                                                  | Tübingen, Hohentwielgasse 19 (Karte)                                                                    | vor 1832                                                  | Erhaltenswertes Gebäude |    |
|                | Wohnhaus, ehem. Weingärtnerhaus Hohentwielgasse 21                                          | Tübingen, Hohentwielgasse 21 (Karte)                                                                    | um 1600                                                   | Geschützt nach § 2 DSchG |    |
| Weitere Bilder | Fachwerkfassade und erstes Joch eines ehem. Bürgerhauses Holzmarkt 1                        | Tübingen, Holzmarkt 1 (Karte)                                                                           | um 1700                                                   | Geschützt nach § 2 DSchG |    |
| Weitere Bilder | Wohnhaus mit Ladeneinbau Holzmarkt 2                                                        | Tübingen, Holzmarkt 2 (Karte)                                                                           | 16. Jahrhundert                                           | Geschützt nach § 2 DSchG |    |
| Weitere Bilder | Wohnhaus mit Ladeneinbau Holzmarkt 3                                                        | Tübingen, Holzmarkt 3 (Karte)                                                                           | im Kern 16. Jahrhundert                                   | Erhaltenswertes Gebäude |    |
| Weitere Bilder | Wohnhaus mit Ladeneinbau, Hermann-Hesse-Gedenkstätte Holzmarkt 5                            | Tübingen, Holzmarkt 5 (Karte)                                                                           | 15. Jahrhundert                                           | Geschützt nach § 2 DSchG |    |
| Weitere Bilder | Wohnhaus mit Ladeneinbau, ehem. Stadtpfarrhaus Holzmarkt 7                                  | Tübingen, Holzmarkt 7 (Karte)                                                                           | 1618                                                      | Geschützt nach § 2 DSchG |    |
| Weitere Bilder | Georgsbrunnen, auch Jörgenbrunnen                                                           | Tübingen, Holzmarkt (Karte)                                                                             | 1911                                                      | Erhaltenswertes Gebäude |    |
| Weitere Bilder | Wohnhaus mit Ladeneinbau Jakobsgasse 1                                                      | Tübingen, Jakobsgasse 1 (Karte)                                                                         |                                                           | Erhaltenswertes Gebäude |    |
| Weitere Bilder | Wohnhaus mit Gaststätte Jakobsgasse 2                                                       | Tübingen, Jakobsgasse 2 (Karte)                                                                         | evtl. im 16./17. Jahrhundert                              | Erhaltenswertes Gebäude |    |
| Weitere Bilder | Wohnhaus mit Garageneinbau Jakobsgasse 3                                                    | Tübingen, Jakobsgasse 3 (Karte)                                                                         | im Kern evtl. noch 17./18. Jahrhundert                    | Erhaltenswertes Gebäude |    |
|                | Wohnhaus mit Ladeneinbau Jakobsgasse 6                                                      | Tübingen, Jakobsgasse 6 (Karte)                                                                         |                                                           | Erhaltenswertes Gebäude |    |
|                | Wohnhaus mit nördlichem Anbau Jakobsgasse 10                                                | Tübingen, Jakobsgasse 10 (Karte)                                                                        | vor 1819                                                  | Erhaltenswertes Gebäude |    |
| Weitere Bilder | Ev. Jakobuskirche, vormalige Spitalkirche                                                   | Tübingen, Jakobsgasse 12 (Karte)                                                                        | erbaut um 1200                                            | Geschützt nach § 28 DSchG |    |
| Weitere Bilder | Wohnhaus Jakobsgasse 13                                                                     | Tübingen, Jakobsgasse 13 (Karte)                                                                        |                                                           | Erhaltenswertes Gebäude |    |
| Weitere Bilder | Wohn- und Geschäftshaus, ehem. Kornhaus und Salzstadel Jakobsgasse 14 und 14/1              | Tübingen, Jakobsgasse 14 und 14/1 (Karte)                                                               | 2. Hälfte des 16. Jahrhunderts                            | Geschützt nach § 2 DSchG |    |
| Weitere Bilder | Wohnhaus Jakobsgasse 15                                                                     | Tübingen, Jakobsgasse 15 (Karte)                                                                        | 19. Jahrhundert                                           | Erhaltenswertes Gebäude |    |
| Weitere Bilder | Wohnhaus Jakobsgasse 16                                                                     | Tübingen, Jakobsgasse 16 (Karte)                                                                        | Mitte des 20. Jahrhunderts                                | Erhaltenswertes Gebäude |    |
| Weitere Bilder | Wohnhaus mit Werkstatt Jakobsgasse 17                                                       | Tübingen, Jakobsgasse 17 (Karte)                                                                        | 1953                                                      | Erhaltenswertes Gebäude |    |
| Weitere Bilder | Wohnhaus mit Werkstatt Jakobsgasse 19                                                       | Tübingen, Jakobsgasse 19 (Karte)                                                                        | 1905                                                      | Geschützt nach § 2 DSchG |    |
| Weitere Bilder | Wohnhaus Jakobsgasse 21                                                                     | Tübingen, Jakobsgasse 21 (Karte)                                                                        | 1929                                                      | Erhaltenswertes Gebäude |    |
| Weitere Bilder | Kleinbauernhäuser mit Weinhandlung Jakobsgasse 22 und 24                                    | Tübingen, Jakobsgasse 22 und 24 (Karte)                                                                 | 1877                                                      | Erhaltenswertes Gebäude |    |
|                | Wohnhaus, ehem. städtisches Hirtenhaus Jakobsgasse 23                                       | Tübingen, Jakobsgasse 23 (Karte)                                                                        | im Kern wohl zweite Hälfte des 16. Jahrhunderts           | Geschützt nach § 2 DSchG |    |
|                | Wohnhaus, ehem. Kleinbauernhaus Jakobsgasse 25                                              | Tübingen, Jakobsgasse 25 (Karte)                                                                        |                                                           | Erhaltenswertes Gebäude |    |
| Weitere Bilder | Wohnhaus, ehem. Gefängnis Jakobsgasse 26                                                    | Tübingen, Jakobsgasse 26 (Karte)                                                                        | um 1880                                                   | Erhaltenswertes Gebäude |    |
|                | Fachwerkobergeschoss und -giebel Jakobsgasse 29                                             | Tübingen, Jakobsgasse 29 (Karte)                                                                        | 17. Jahrhundert                                           | Erhaltenswertes Bauteil |    |
|                | Wohnhaus Judengasse 1                                                                       | Tübingen, Judengasse 1 (Karte)                                                                          | 1494                                                      | Geschützt nach § 2 DSchG |    |
|                | Wohnhaus mit Ladeneinbau Judengasse 2                                                       | Tübingen, Judengasse 2 (Karte)                                                                          | im Kern 1644                                              | Erhaltenswertes Gebäude |    |
| Weitere Bilder | Wohnhaus Judengasse 3                                                                       | Tübingen, Judengasse 3 (Karte)                                                                          | vor 1600                                                  | Geschützt nach § 2 DSchG |    |
| Weitere Bilder | Wohnhaus Judengasse 4                                                                       | Tübingen, Judengasse 4 (Karte)                                                                          | im Kern vielleicht noch 14./15.                           | Geschützt nach § 2 DSchG |    |
|                | Wohnhaus Judengasse 5                                                                       | Tübingen, Judengasse 5 (Karte)                                                                          | 1478                                                      | Geschützt nach § 2 DSchG |    |
| Weitere Bilder | Wohnhaus, ehem. Doppelhaus Judengasse 7                                                     | Tübingen, Judengasse 7 (Karte)                                                                          | 15. Jahrhundert                                           | Erhaltenswertes Gebäude |    |
|                | Wohnhaus Judengasse 9                                                                       | Tübingen, Judengasse 9 (Karte)                                                                          | vor 1477                                                  | Geschützt nach § 2 DSchG |    |
|                | Wohnhaus Judengasse 11                                                                      | Tübingen, Judengasse 11 (Karte)                                                                         | im Kern (westlicher Teil) vielleicht noch 15. Jahrhundert | Erhaltenswertes Gebäude |    |
|                | Wohnhaus Judengasse 13                                                                      | Tübingen, Judengasse 13 (Karte)                                                                         | im Kern 15. Jahrhundert                                   | Geschützt nach § 2 DSchG |    |
|                | Wohnhaus Judengasse 15                                                                      | Tübingen, Judengasse 15 (Karte)                                                                         | 19. Jahrhundert                                           | Erhaltenswertes Gebäude |    |
|                | Wohnhaus Karrengäßle 1                                                                      | Tübingen, Karrengäßle 1 (Karte)                                                                         |                                                           | Erhaltenswertes Gebäude |    |
| Weitere Bilder | Wohnhaus mit Werkstatt, wohl ehem. Ackerbürgerhaus Karrengäßle 2                            | Tübingen, Karrengäßle 2 (Karte)                                                                         | im Kern wohl 18. Jahrhundert                              | Erhaltenswertes Gebäude |    |
|                | Wohnhaus Karrengäßle 4                                                                      | Tübingen, Karrengäßle 4 (Karte)                                                                         |                                                           | Erhaltenswertes Gebäude |    |
| Weitere Bilder | Wohn- und Geschäftshaus (Kelternapotheke) Kelternstraße 2                                   | Tübingen, Kelternstraße 2 (Karte)                                                                       | 1889                                                      | Erhaltenswertes Gebäude |    |
| Weitere Bilder | Wohnhaus Kelternstraße 4                                                                    | Tübingen, Kelternstraße 4 (Karte)                                                                       | späte 1880er Jahre                                        | Erhaltenswertes Gebäude |    |
|                | Wohnhaus Kelternstraße 8                                                                    | Tübingen, Kelternstraße 8 (Karte)                                                                       | 1886                                                      | Geschützt nach § 2 DSchG |    |
|                | Wohnhaus Kelternstraße 10                                                                   | Tübingen, Kelternstraße 10 (Karte)                                                                      | 1887                                                      | Prüffall |    |
|                | Wohnhaus Kelternstraße 12                                                                   | Tübingen, Kelternstraße 12 (Karte)                                                                      | 1905                                                      | Prüffall |    |
|                | Wohnhaus, ehem. Verbindungshaus Kelternstraße 16                                            | Tübingen, Kelternstraße 16 (Karte)                                                                      | 1892                                                      | Erhaltenswertes Gebäude |    |
|                | Wohnhaus Kelternstraße 20                                                                   | Tübingen, Kelternstraße 20 (Karte)                                                                      | 1897                                                      | Prüffall |    |
|                | Bürgerhaus, ehem. Gasthaus „Zum Rappen“ Kirchgasse 1                                        | Tübingen, Kirchgasse 1 (Karte)                                                                          | 17. Jahrhundert                                           | Geschützt nach § 2 DSchG |    |
|                | Wohnhaus mit Ladeneinbau Kirchgasse 2                                                       | Tübingen, Kirchgasse 2 (Karte)                                                                          | Frühes 16. Jahrhundert                                    | Geschützt nach § 2 DSchG |    |
|                | Bürgerhaus Kirchgasse 3                                                                     | Tübingen, Kirchgasse 3 (Karte)                                                                          | 16. Jahrhundert                                           | Geschützt nach § 2 DSchG |    |
|                | Wohnhaus mit Ladeneinbau Kirchgasse 4                                                       | Tübingen, Kirchgasse 4 (Karte)                                                                          | 15. Jahrhundert                                           | Geschützt nach § 2 DSchG |    |
|                | Wohnhaus mit Ladeneinbau Kirchgasse 5                                                       | Tübingen, Kirchgasse 5 (Karte)                                                                          | nach 1540                                                 | Geschützt nach § 2 DSchG |    |
| Weitere Bilder | Wohnhaus mit Ladeneinbau, ehem. Pfleghof Kirchgasse 6                                       | Tübingen, Kirchgasse 6 (Karte)                                                                          | um 1535                                                   | Geschützt nach § 12 DSchG |    |
|                | Wohnhaus mit Ladeneinbau Kirchgasse 7                                                       | Tübingen, Kirchgasse 7 (Karte)                                                                          | nach 1540                                                 | Geschützt nach § 2 DSchG |    |
|                | Wohnhaus mit Ladeneinbau Kirchgasse 8                                                       | Tübingen, Kirchgasse 8 (Karte)                                                                          | im Kern 16. Jahrhundert                                   | Geschützt nach § 12 DSchG |    |
|                | Wohnhaus mit Ladeneinbau, ehem. Seilerhaus Kirchgasse 9                                     | Tübingen, Kirchgasse 9 (Karte)                                                                          | 2. Hälfte des 15. Jahrhunderts                            | Geschützt nach § 2 DSchG |    |
|                | Wohnhaus mit Ladeneinbau Kirchgasse 10                                                      | Tübingen, Kirchgasse 10 (Karte)                                                                         | vor 1500                                                  | Geschützt nach § 2 DSchG |    |
|                | Wohnhaus mit Ladeneinbau Kirchgasse 11                                                      | Tübingen, Kirchgasse 11 (Karte)                                                                         | nach 1540                                                 | erhaltenswertes Gebäude |    |
|                | Wohnhaus mit Ladeneinbau Kirchgasse 15 (13 und 15)                                          | Tübingen, Kirchgasse 15 (13 und 15) (Karte)                                                             | 16. Jahrhundert                                           | erhaltenswertes Gebäude |    |
|                | Lagerhaus mit Geschäftsraum, ehem. Scheune Kirchgasse 17                                    | Tübingen, Kirchgasse 17 (Karte)                                                                         | 1569                                                      | Geschützt nach § 2 DSchG | BW |
|                | Wohnhaus mit Ladeneinbau Kirchgasse 19                                                      | Tübingen, Kirchgasse 19 (Karte)                                                                         | im Kern 16. Jahrhundert                                   | erhaltenswertes Gebäude |    |
| Weitere Bilder | Evang. Stift, ehem. Augustinerkloster (mit Stadtmauer) Klosterberg 2, Neckarhalde 1 und 1/1 | Tübingen, Klosterberg 2, Neckarhalde 1 und 1/1 (Karte)                                                  | 13. Jahrhundert                                           | Geschützt nach § 28 DSchG |    |
|                | Sog. „Altes Ephorat“, Teil des ev.-theol. Seminars Klosterberg 4                            | Tübingen, Klosterberg 4 (Karte)                                                                         |                                                           | Geschützt nach § 28 DSchG |    |
| Weitere Bilder | Brunnen im ev. Stiftshof                                                                    | Tübingen, Klosterberg bei 2 (Karte)                                                                     | 1785                                                      | Geschützt nach § 2 DSchG |    |
|                | Wohnhaus Klosterberg 6, 6/1 und 8                                                           | Tübingen, Klosterberg 6, 6/1 und 8 (Karte)                                                              | 1798                                                      | Erhaltenswertes Gebäude |    |
|                | Zwei Sandsteinreliefs mit Handwerkerzeichen (Bäcker) Kornhausstraße 1                       | Tübingen, Kornhausstraße 1 (Karte)                                                                      | 18. Jahrhundert                                           | Geschützt nach § 2 DSchG |    |
| Weitere Bilder | Wohnhaus mit Ladeneinbau Kornhausstraße 2                                                   | Tübingen, Kornhausstraße 2 (Karte)                                                                      | 16. Jahrhundert                                           | Geschützt nach § 2 DSchG |    |
|                | Wohn- und Geschäftshaus Kornhausstraße 3                                                    | Tübingen, Kornhausstraße 3 (Karte)                                                                      | um 1600                                                   | Geschützt nach § 2 DSchG |    |
|                | Wohnhaus mit Ladeneinbau Kornhausstraße 4                                                   | Tübingen, Kornhausstraße 4 (Karte)                                                                      | Frühes 16. Jahrhundert                                    | Geschützt nach § 2 DSchG |    |
|                | Kino und Laden, vormals Herberge „Goldener Löwe“ Kornhausstraße 5                           | Tübingen, Kornhausstraße 5                                                                              | 1902/03                                                   | Erhaltenswertes Gebäude |    |
|                | Wohnhaus mit Gaststätte Kornhausstraße 6 und 8                                              | Tübingen, Kornhausstraße 6 und 8 (Karte)                                                                | 1449                                                      | Geschützt nach § 2 DSchG |    |
| Weitere Bilder | Wohn- und Geschäftshaus Kornhausstraße 7                                                    | Tübingen, Kornhausstraße 7                                                                              | vor 1450                                                  | Geschützt nach § 2 DSchG |    |
| Weitere Bilder | Wohnhaus mit Ladeneinbau, ehem. Bäckerei Kornhausstraße 9                                   | Tübingen, Kornhausstraße 9 (Karte)                                                                      | 1746                                                      | Erhaltenswertes Gebäude |    |
| Weitere Bilder | Kornhaus                                                                                    | Tübingen, Kornhausstraße 10 (Karte)                                                                     | erbaut im 15. Jahrhundert                                 | seit 1991 Museumsgebäude Geschützt nach § 2 DSchG |    |
| Weitere Bilder | Wohnhaus mit Ladeneinbau Kornhausstraße 11 und 13                                           | Tübingen, Kornhausstraße 11 und 13 (Karte)                                                              | 2. Hälfte 16. Jahrhundert                                 | Geschützt nach § 2 DSchG |    |
| Weitere Bilder | Wohnhaus mit Ladeneinbau Kornhausstraße 12                                                  | Tübingen, Kornhausstraße 12 (Karte)                                                                     | im Kern 16. Jahrhundert                                   | Geschützt nach § 2 DSchG |    |
| Weitere Bilder | Wohnhaus mit Ladeneinbau Kornhausstraße 14                                                  | Tübingen, Kornhausstraße 14 (Karte)                                                                     | im Kern 17. Jahrhundert                                   | Erhaltenswertes Gebäude |    |
| Weitere Bilder | Doppelwohnhaus mit Laden und Gaststätte Kornhausstraße 15 und 17                            | Tübingen, Kornhausstraße 15 und 17 (Karte)                                                              | 1602                                                      | Geschützt nach § 2 DSchG |    |
|                | Wohnhaus mit Ladeneinbau Kornhausstraße 16                                                  | Tübingen, Kornhausstraße 16 (Karte)                                                                     | im Kern 18. Jahrhundert                                   | Erhaltenswertes Gebäude |    |
|                | Wohnhaus Kornhausstraße 18                                                                  | Tübingen, Kornhausstraße 18 (Karte)                                                                     | im Kern 15./16. Jahrhundert                               | Erhaltenswertes Gebäude |    |
|                | Wohnhaus mit Ladeneinbau Kornhausstraße 19                                                  | Tübingen, Kornhausstraße 19 (Karte)                                                                     | im Kern 17./18. Jahrhundert                               | Erhaltenswertes Gebäude |    |
|                | Wohnhaus mit Ladeneinbau Kornhausstraße 20                                                  | Tübingen, Kornhausstraße 20 (Karte)                                                                     | Mitte des 16. Jahrhunderts                                | Geschützt nach § 2 DSchG |    |
| Weitere Bilder | Wohnhaus mit Ladeneinbau Kornhausstraße 21                                                  | Tübingen, Kornhausstraße 21 (Karte)                                                                     | 17. Jahrhundert                                           | Erhaltenswertes Gebäude |    |
|                | Wohnhaus mit Gaststätteneinbau Kornhausstraße 26                                            | Tübingen, Kornhausstraße 26 (Karte)                                                                     | im Kern 16. Jahrhundert                                   | Erhaltenswertes Gebäude |    |
|                | Wohnhaus mit Ladeneinbau Kronenstraße 1                                                     | Tübingen, Kronenstraße 1 (Karte)                                                                        | 16. Jahrhundert                                           | Erhaltenswertes Gebäude |    |
|                | Wohnhaus mit Ladeneinbau, ehem. Gaststätte „Huberei“ Kronenstraße 2                         | Tübingen, Kronenstraße 2 (Karte)                                                                        | Frühes 16. Jahrhundert                                    | Geschützt nach § 2 DSchG |    |
|                | Wohn- und Geschäftshaus, ehem. Wirtschaft „Zur Nördlingerei“ Kronenstraße 3                 | Tübingen, Kronenstraße 3 (Karte)                                                                        | Mittelalter                                               | Geschützt nach § 2 DSchG |    |
|                | Wohnhaus mit Ladeneinbau Kronenstraße 4                                                     | Tübingen, Kronenstraße 4 (Karte)                                                                        | 16. Jahrhundert                                           | Geschützt nach § 2 DSchG |    |
|                | Wohnhaus mit Ladeneinbau Kronenstraße 5                                                     | Tübingen, Kronenstraße 5 (Karte)                                                                        | im Kern 16. Jahrhundert                                   | Erhaltenswertes Gebäude |    |
|                | Wohnhaus mit Ladeneinbau Kronenstraße 6                                                     | Tübingen, Kronenstraße 6 (Karte)                                                                        | im Kern frühes 17. Jahrhundert                            | Erhaltenswertes Gebäude |    |
|                | Wohnhaus mit Ladeneinbau Kronenstraße 7                                                     | Tübingen, Kronenstraße 7 (Karte)                                                                        | vor 1500                                                  | Geschützt nach § 2 DSchG |    |
| Weitere Bilder | Wohnhaus mit Gaststätte, Weinstube „Forelle“, vormals Druckerei Kronenstraße 8              | Tübingen, Kronenstraße 8 (Karte)                                                                        | Frühes 17. Jahrhundert                                    | Geschützt nach § 2 DSchG |    |
|                | Bürgerhaus mit Ladeneinbau Kronenstraße 9                                                   | Tübingen, Kronenstraße 9 (Karte)                                                                        | 1517                                                      | Geschützt nach § 2 DSchG |    |
|                | Hofstätte Kronenstraße 10 und 10/1                                                          | Tübingen, Kronenstraße 10 und 10/1 (Karte)                                                              | im Kern 16. Jahrhundert                                   | Geschützt nach § 2 DSchG |    |
|                | Wohn- und Geschäftshaus Kronenstraße 13                                                     | Tübingen, Kronenstraße 13 (Karte)                                                                       | 1821                                                      | Geschützt nach § 2 DSchG |    |
|                | Wohnhaus mit Ladeneinbau Kronenstraße 17                                                    | Tübingen, Kronenstraße 17 (Karte)                                                                       | nach 1542                                                 | Geschützt nach § 2 DSchG |    |
| Weitere Bilder | Wohnhaus mit Ladeneinbau Kronenstraße 19                                                    | Tübingen, Kronenstraße 19 (Karte)                                                                       | 1788                                                      | Geschützt nach § 2 DSchG |    |